# Bernburg
Bernburg (Saale) vid floden Saale, är en stad i Salzlandkreis i förbundslandet Sachsen-Anhalt i Tyskland.
Bernburg omtalas redan på 900-talet och var 1244–1469 och 1603–1869 huvudsäte för linjerna Anhalt-Bernburg av huset Askanien.
Den gotiska Mariakyrkan på västra flodstranden uppfördes på 1000-talet och ombyggdes på 1400-talet. Vid flodens högra strand ligger stadsdelen Bergstadt med det furstliga slottet från 1600-talet. Staden omges av saltfyndigheter som lagt grunden för en omfattande kali- och sodaindustri, och var även tidigare känd som kurort med saltbad.
På grund av sina flygplansfabriker utsattes staden för bombangrepp under andra världskriget.

## Tötungsanstalt Bernburg

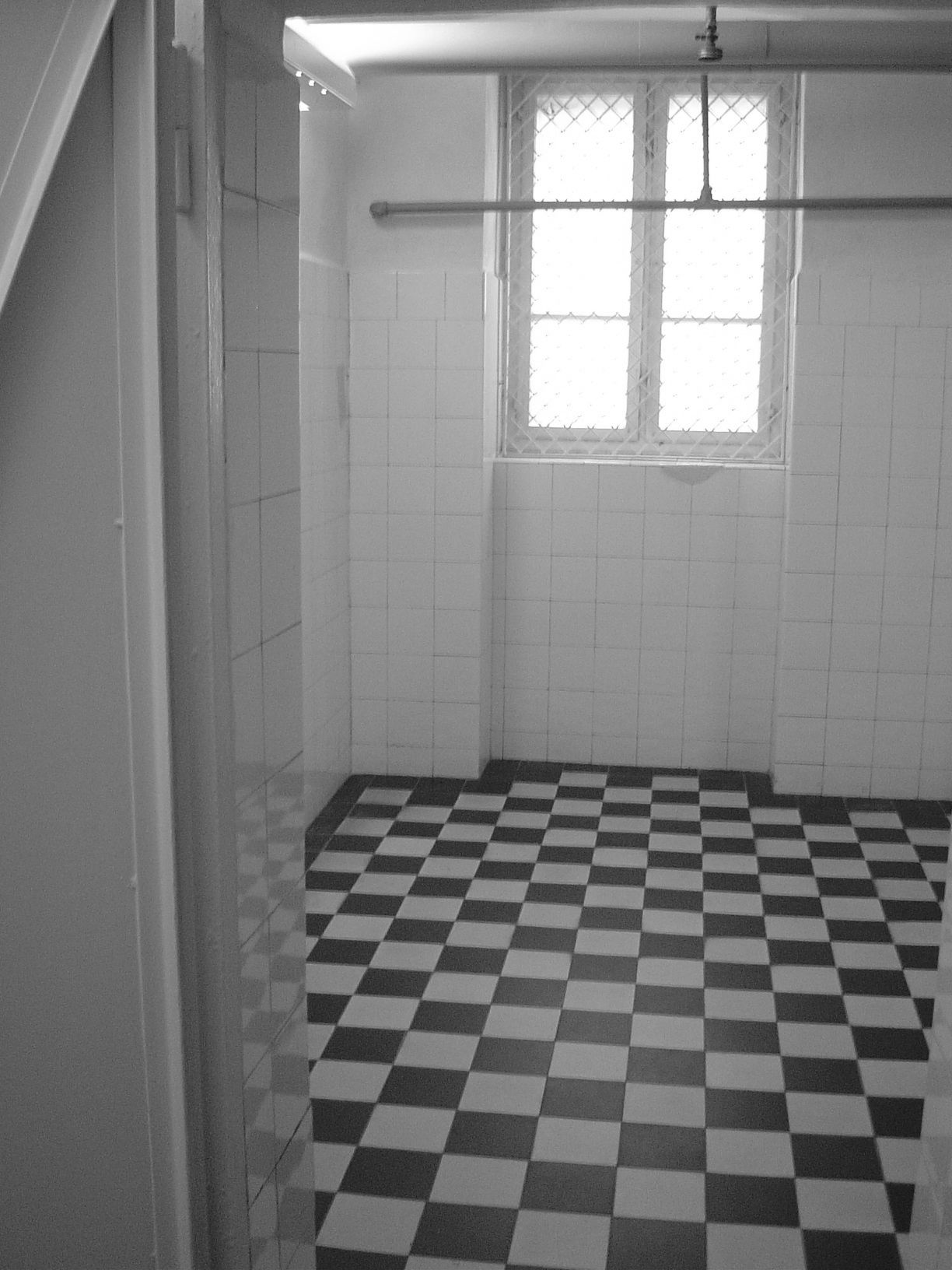
Gaskammaren i ”eutanasiinstitutet” i Bernburg

Under andra världskriget inrättade nazisterna en ”eutanasianstalt”, Tötungsanstalt Bernburg, i Bernburgs gamla sjukhem. Detta skedde inom ramen för Nazitysklands eutanasiprogram (dödshjälpsprogram) Aktion T4 som innebar att man avlivade personer med funktionsnedsättning och psykisk sjukdom. Anstalten i Bernburg användes även för den särskilda Aktion 14f13 inom vilken fångar från koncentrationsläger mördades. Mellan den 21 november 1940 och den 30 juli 1943  mördades i Bernburg omkring 14 000 personer. Offren gasades ihjäl med hjälp av kolmonoxid.
Ansvariga för massmordet i Bernburg var bland andra Irmfried Eberl, Karl Brandt, Franz Stangl och Christian Wirth.